# ヤース
ヤース (ハンガリー語: Jász、オセット語: Ястæ) は、ハンガリーの少数民族である。
アラン人（現在のオセット人）に起源し、本来はオセット語のヤース方言を話したが、現在は固有の言語を失いマジャール語を話している。
ヤースが定着した、ヤース・ナチクン・ソルノク県のティサ川以西の地方を、ヤースまたはヤース地方 (ハンガリー語: Jászság) ともいう。中心都市はヤースベレーニ。